# Teori om allt
I fysik är en teori om allt, (eng. theory of everything eller TOE), en hypotetisk teori som förklarar och sammanfogar alla kända fysikaliska fenomen. Teoretiska fysiker har under det senaste århundradet föreslagit ett flertal teorier om allt, men än har ingen av dem klarat en noggrann experimentell prövning. 
En av de viktigaste uppgifterna för en teori om allt är att förena kvantmekaniken med den allmänna relativitetsteorin. Med förena menas att man ska kunna räkna på de situationer där det inte går att bortse från någon av teorierna och få rimliga svar som också stämmer med de observationer som eventuellt kan göras. I dagsläget är M-teorin, som sammanbinder de fem supersträngteorierna, en av de mest populära kandidaterna för teorin om allt. Teori om allt ska inte förväxlas med storförenad teori (eng. Grand unification theory eller GUT). Ett exempel på en icke vedertagen teori, är Heims teori. 

## Vad ska en teori om allt innehålla?
För att en teori om allt ska vara giltig ska den exempelvis:
- förklara hur världen fungerar på alla skalor, inklusive Planckskalan.
- förklara varför de fysikaliska konstanterna har de värden de har.
- förklara varför partiklarna har de massor de har.
- förklara om gravitationen ska inordnas bland de övriga krafterna (stark och svag kärnkraft samt elektromagnetisk kraft) eller om den är fundamentalt annorlunda.
- förklara vad mörk materia och mörk energi är. Varför ser förhållandet mellan mörk materia, mörk energi och vanlig materia i universum ut som det gör?
- förklara den kosmologiska konstanten.
- förklara inflationen under Big Bang.
- förklara tiden och hur den uppstod. Startade den i och med Big Bang eller fanns den innan?
- förklara singulariteter såsom svarta hål och Big Bang-punkten.
- beskriva rummets beskaffenhet.
- vara bakgrundsoberoende.
- förutsäga nya testbara fysikaliska fenomen.